# 2016年リオデジャネイロオリンピックのリベリア選手団
2016年リオデジャネイロオリンピックのリベリア選手団（2016ねんリオデジャネイロオリンピックのリベリアせんしゅだん）は、2016年8月5日から8月21日までブラジルのリオデジャネイロで開催された2016年リオデジャネイロオリンピックリベリア選手団の名簿。

## 選手団
- 人員: 選手 2人
- 開会式旗手: エマニュエル・マタディ

## 種目別選手・スタッフ名簿及び成績

### 陸上競技
| 選手                   | 種目     | 予選   | 予選  | 準々決勝 | 準々決勝 | 準決勝   | 準決勝   | 決勝     | 決勝     |
| 選手                   | 種目     | 結果   | 順位  | 結果     | 順位     | 結果     | 順位     | 結果     | 順位     |
| ---------------------- | -------- | ------ | ----- | -------- | -------- | -------- | -------- | -------- | -------- |
| エマニュエル・マタディ | 男子100m | (bye)  | (bye) | 10秒31   | 6着      | 予選敗退 | 予選敗退 | 予選敗退 | 予選敗退 |
| エマニュエル・マタディ | 男子200m | 20秒49 | 5着   | -        | -        | 予選敗退 | 予選敗退 | 予選敗退 | 予選敗退 |
| マリアム・クロマー     | 女子400m | 52秒79 | 5着   | -        | -        | 予選敗退 | 予選敗退 | 予選敗退 | 予選敗退 |